# Jared Isaacman
Jared Taylor Isaacman (Westfield, 11 de febrero de 1983) es un empresario y astronauta comercial estadounidense. Es el fundador de Draken International, un proveedor de la fuerza aérea privada y el fundador y director ejecutivo de Shift4 Payments, un procesador de pagos. En febrero de 2023 su patrimonio neto estimado es de 2.000 millones de dólares.
Isaacman fue comandante de Inspiration4, un vuelo espacial privado que utiliza Crew Dragon Resilience de SpaceX, lanzado desde el Centro Espacial Kennedy en Florida el 16 de septiembre de 2021. La tripulación regresó a la Tierra el 18 de septiembre de 2021, después de orbitar a 585 km (364 mi) en altitud. La misión fue parte de una recaudación de fondos para el Hospital de Investigación Infantil St. Jude, al que Isaacman se comprometió a donar 100 millones de dólares.
Isaacman comandó la misión Polaris Dawn, el primer vuelo espacial privado de una serie de misiones denominada Programa Polaris. Isaacman actualmente está recibiendo entrenamiento de astronauta comercial en SpaceX.

## Primeros años
Jared Isaacman nació el 11 de febrero de 1983, hijo de Donald y Sandra Marie Isaacman. Es judío, aunque ha dicho que no es una persona religiosa a pesar de hacer donaciones a las sinagogas. Es el hijo menor y tiene dos hermanos, Marc y Michael, y una hermana, Tiffany. Alrededor de 1993, la familia Isaacman se mudó de Westfield a la sección Liberty Corner del municipio de Bernards.

## Carrera

### Negocios
En 1999, Isaacman fundó una empresa de procesamiento de pagos minoristas llamada United Bank Card, que luego pasó a llamarse Harbortouch, una empresa de pagos en puntos de venta con sede en Pensilvania. Fue el director ejecutivo fundador y mantuvo ese cargo en 2015, cuando la empresa "ha sido rentable durante más de una década mientras procesaba 11.000 millones de dólares al año de 60.000 comerciantes, generando 300 millones de dólares en ingresos". En 2020, la empresa pasó a llamarse Shift4 Payments, Isaacman seguía siendo director ejecutivo y la empresa procesaba 200 mil millones de dólares en pagos anualmente.
En 2012, cofundó Draken International, una empresa con sede en Florida que capacita a pilotos para las Fuerzas Armadas de los Estados Unidos. La compañía opera una de las flotas de aviones de combate privados más grandes del mundo.
En junio de 2025, Donald J. Trump retiró la nominación de Isaacman para dirigir la NASA tras perder la confianza en él, después de conocer las donaciones a candidatos demócratas, entre ellos al senador por Arizona Mark Kelly y al exsenador por Pensilvania Bob Casey.

### Piloto
Cuando tenía 20 años, Isaacman actuó en exhibiciones aéreas con el Black Diamond Jet Team.
En 2008, intentó establecer el récord mundial de circunnavegación del mundo en un avión ligero, pero se quedó corto al dar la vuelta al mundo en 83 horas, poco más que el récord existente de 82 horas. El intento de récord fue un evento de recaudación de fondos para la Fundación Make-A-Wish.
En abril de 2009, estableció un récord mundial de vuelta al mundo en un avión ligero, realizando el vuelo en 61:51:15, unas 20 horas más rápido que el récord anterior de 82 horas. El intento de récord mundial se realizó como un evento de recaudación de fondos para la Fundación Make-A-Wish de Nueva Jersey. Voló un Cessna Citation CJ2 con otros dos miembros de la tripulación, saltándose paradas en India y Japón, donde encontró retrasos en tierra de horas en su intento anterior en 2008.

### Vuelo espacial
En febrero de 2021, Isaacman anunció que se desempeñaría como comandante de Inspiration4, el primer vuelo espacial tripulado privado en el que ninguna de las personas a bordo pertenece a una agencia gubernamental. La misión, operada por SpaceX, a bordo de una nave espacial autónoma Crew Dragon lanzada por un vehículo de lanzamiento Falcon 9.
Isaacman recibió el distintivo de llamada "Rook" durante el entrenamiento de vuelo. Aparece en la portada de un número doble de la revista Time con el resto de la tripulación de Inspiration4 en agosto de 2021. Inspiration4 se lanzó el 15 de septiembre de 2021 (UTC), alcanzó la órbita y amerizó 3 días después. 
Durante la misión Inspiration4, Isaacman hizo historia al realizar la primera apuesta deportiva conocida desde el espacio, realizando dos apuestas en fútbol americano de la NFL con BetMGM Sportsbook. mientras estaba en Las Vegas .
Isaacman regresó al espacio en la misión Polaris Dawn, lanzada el día martes 10 de setiembre de 2024. de esta manera se convirtió en el primer astronauta en volar en una Crew Dragón y comandar su misión por segunda vez. En esta misión de 5 días en el espacio, efectuó una caminata espacial (EVA) a 700 km de altitud aproximadamente así como algunos experimentos científicos al atravesar los cinturones de Van Allen, y estudiar los efectos de la radiación en el ser humano. Finalmente ascendió a una altitud aproximada de 1,400 km en una órbita elíptica alcanzando la mayor altitud jamás registrada para una misión tripulada desde las misiones Apolo.

## Vida personal
En 2004, Isaacman comenzó a tomar lecciones de vuelo. En 2009, estableció un récord mundial de vuelta al mundo. Recibió una licenciatura en aeronáutica profesional de la Embry-Riddle Aeronautical University en 2011. Está calificado para volar en múltiples aviones a reacción militares. Cuando tenía 20 años, voló en muchas exhibiciones aéreas , pero cuando tenía 30 años, había dejado de volar como tal. Continúa pilotando uno de los pocos MiG-29 de propiedad privada en los EE. UU., siendo este avión de alto rendimiento un avión de combate supersónico bimotor fabricado en Rusia.